# Rapunderdog
Rapunderdog ist das zweite Soloalbum des deutschen Rappers ERRdeKa. Es erschien am 28. August 2015 beim Berliner Independent-Label Keine Liebe Records. Der Vertrieb erfolgt in Zusammenarbeit mit Groove Attack. Das Album wurde als Standard-, Deluxe- und Amazon-Edition, inklusive Instrumentals, veröffentlicht.

## Hintergrund

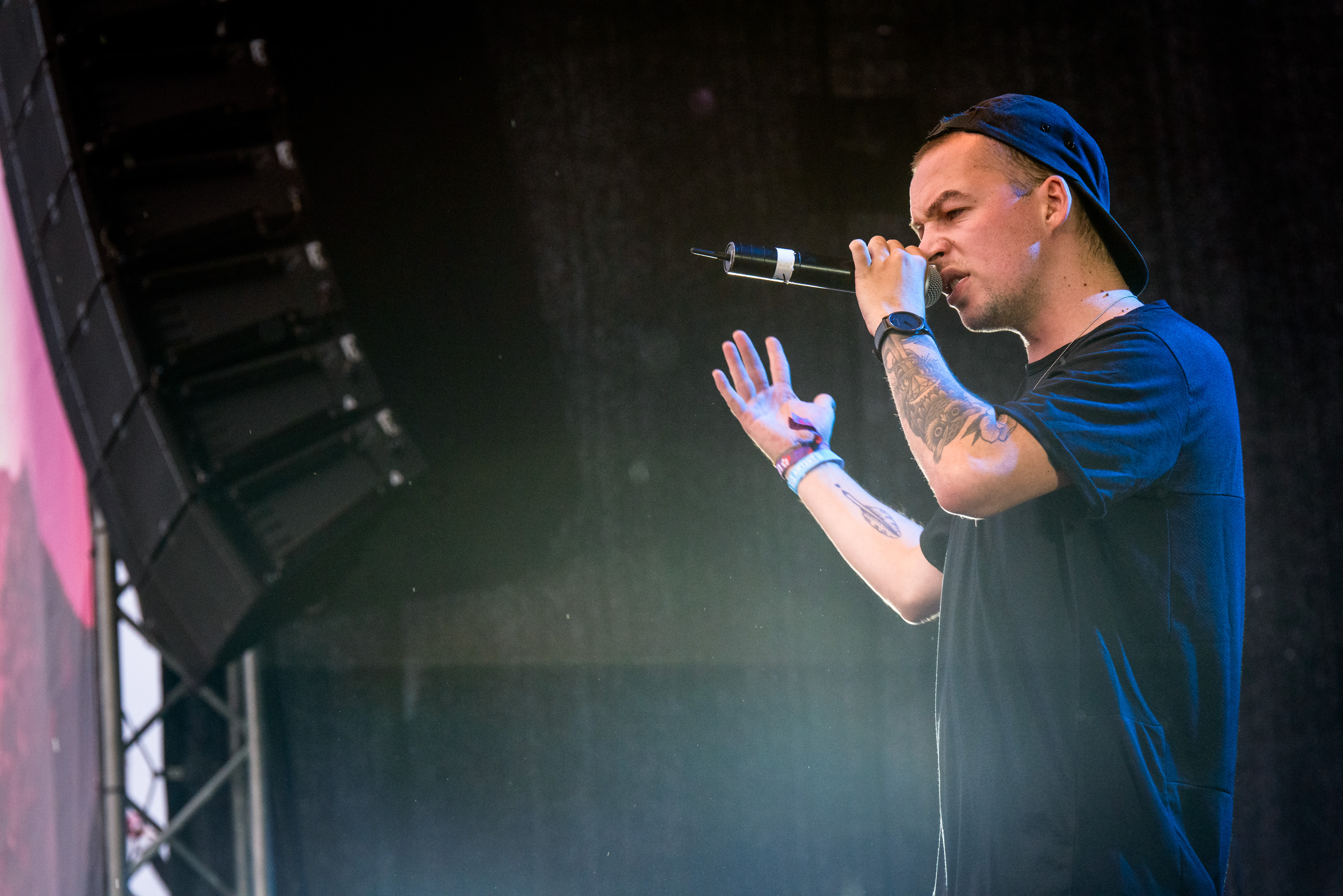
ERRdeKa

Am 17. Juni 2015, etwa einen Monat vor der geplanten Veröffentlichung, wurden über die offizielle Facebook-Seite zwei der Feature-Gäste erstmals bekanntgegeben. Der Labelgründer Prinz Pi alias Prinz Porno, Frauenarzt (bekannt von Die Atzen) und Shawn The Savage Kid sind auf dem Album mit Gastbeiträgen vertreten.
Bereits zuvor haben Prinz Pi und ERRdeKa zusammengearbeitet. Letzterer ist bei dem Label Keine Liebe Records aus Berlin unter Vertrag, welches von Prinz Pi gegründet wurde. Auf dem Album pp=mc² war ERRdeKa zudem im Lied Die Löffel Parabel mit einem Gastbeitrag vertreten.
Die Inhalte und Musik orientieren sich überwiegend am Battle-Rap-Stil.
Produziert wurde das Album von Max Mostley.
Von Dezember 2015 bis Ende März 2016 ging ERRdeka auf die Rapunderdog-Tour.

## Vermarktung
Die Singles Rapunderdog, Unter Deck und Kaputt aber dope wurden vorab als Musikvideo auf YouTube zur Verfügung gestellt. In Deutschland erreichte das Album Platz sechs der von GfK Entertainment ermittelten Album-Charts sowie in Österreich Platz 29.

## Titelliste
| #  | Titel                                        | Länge |
| -- | -------------------------------------------- | ----- |
| 1  | Intro                                        | 1:21  |
| 2  | Rapgott                                      | 3:17  |
| 3  | Unter Deck (feat. Frauenarzt)                | 4:00  |
| 4  | Kaputt aber dope                             | 3:05  |
| 5  | Zu spät (feat. Prinz Porno)                  | 5:47  |
| 6  | Rapasteroid                                  | 3:15  |
| 7  | Autoscoota                                   | 2:15  |
| 8  | Trips en masse                               | 3:05  |
| 9  | High as fxck                                 | 3:47  |
| 10 | Rapunderdog                                  | 2:56  |
| 11 | Maxxximal                                    | 3:04  |
| 12 | Durch die Nacht (feat. Shawn The Savage Kid) | 3:42  |
| 13 | Outro                                        | 2:01  |

## Rezeption
| Professionelle Bewertungen | Professionelle Bewertungen |
| -------------------------- | -------------------------- |
| Kritiken                   |                            |
| Quelle                     | Bewertung                  |
| laut.de                    | [ 5 ]                      |
| Backspin                   | [ 6 ]                      |
| rappers.in                 | [ 7 ]                      |

Das Album erhielt gemischte Kritiken.
Beim E-Zine Laut.de erhielt das Album vier von fünf möglichen Sternen. Der Rezensent Jan Ehrhardt schreibt, dass „der Schritt von deeper und melancholischer Musik hin zu druckvollem Battlerap sicher gewagt“ war, aber Errdeka ein „’Rapunderdog’ […] sicher nicht bleibt“. Denn der MC aus der bayerischen Provinz knalle „die Bars so gekonnt auf den Beat und flowt so flüssig“.
Theresa Janda vom Hip-Hop-Magazin rap.de urteilt, dass „die Texte oft überspitzt sind“, aber „eRRdeKa trotzdem authentisch“ bleibe. Man spüre sogar förmlich, „wie viel Bock der Augsburger auf sein zweites Album hatte und wird von dessen Energie mitgerissen.“
Der Redakteur vom Hip-Hop-Portal rappers.in teilt diese Einschätzung nicht und resümiert, dass es eine Platte sei, die „unheimlich krampfhaft versucht etwas zu sein, was sie einfach nicht ist: Untergrund.“ Er schreibt weiter, dass es ein „ein gut produziertes Gesamtwerk sei“, aber „auf Dauer dieses Konzept jedoch nicht funktionieren“ würde.
Im Review des Backspin Hip Hop Magazin wurde es mit seinem vorherigen Album verglichen, aber eine Steigerung sei nicht zu erkennen. Denn „cool gerappte Songs und starke Beats alleine reichen nicht, um gegenüber dem inhaltlich sehr starken und dazu noch gut produzierten «Paradies» richtig gut auszusehen.“
Auch der Redakteur Sven Aumiller vom Online-Magazin MZEE.com bemängelt, dass „Rapunderdog“ „zwar lässig daherkommt, aber stellenweise schlichtweg gestreckt und dafür viel zu selten on point wirkt.“ Lobend wird hingegen der einzigartige Style des Rappers hervorgehoben.